# Pimelodus grosskopfii
Pimelodus grosskopfii és una espècie de peix de la família dels pimelòdids i de l'ordre dels siluriformes.

## Distribució geogràfica
Es troba a Sud-amèrica: conques del riu Magdalena i del llac Maracaibo.